# Artes marciales de América
En el continente americano han sobrevivido unas pocas artes marciales de los pueblos Indígenas de América[cita requerida]. En los últimos años, con la llegada de películas chinas y japonesas y de maestros oriundos del Lejano Oriente y África, el continente americano también ha recibido influencia de estas artes marciales orientales y en algunos casos han sido modificados a sus propios estilos de los maestros americanos.
A continación, de acuerdo a la división política y geográfica entre la América del Norte, Centroamérica y el Caribe, y América del Sur, estas son las siguientes artes marciales que corresponden a cada país:

## Artes marciales de Norteamérica
En América del Norte pocas artes marciales de origen autóctono pocas han sobrevivido. Un ejemplo de ellas son el yaomachtia, yaotiliztli o la Lucha tarahumara de México o el mani. Bruce Lee, Jackie Chan y otros artistas marciales generaron un enorme interés en el público norteamericano por las artes marciales orientales, si bien al comienzo sólo se practicaron unas pocas, como el karate y el taekwondo, además de algunos sistemas de combate de origen europeo como la lucha grecorromana y el boxeo. A partir de la década de los años 1990, muchos estudiantes comenzaron a apreciar la enorme variedad existente. Este entusiasmo hizo que muchos maestros radicados en los Estados Unidos desarrollaran sus propios métodos, combinando ciertas características en técnicas de defensa personal.

### Canadá
- Aegis MMA
- Defendo
- Dux Ryu Ninjutsu
- Fighting in ice hockey
- Funker Tactical Fight Training
- Hammerlock Pure Wrestling
- Kirin Martial Defense
- Maximum Fighting Championship
- Nick Drossos Defensive Tactics
- Okichitaw
- Revolution MMA Langley
- Sistema SPEAR
- Violence in ice hockey
- Wen-Do

### Estados Unidos
- Aares Combatives Research
- ABC Women's Self-Defense
- Air Force Combatives Program
- All Elite Wrestling
- AM3 Sacramento
- American Cane System
- American Grappling Federation
- American Kenpo Karate
- American Mantis Kung Fu
- Amok Global Knife Defense
- Arena Combat American Battleground
- Armlock
- Armwrestling
- Artes marciales extremas
- Artes marciales mixtas
- ATA Martial Arts
- Austin Self-Defense
- Bare Knuckle Combat Sports (BKCS)
- Bare Knuckle Fighting Championship (BKFC)
- Bare Knuckle MMA
- Bellator MMA
- Beyond Wrestling
- Brave Combat Federation
- Budo brothers
- BYB Extreme Fighting Series
- Cardio-kickboxing
- Chicago MMA
- Chi force
- Cobrinha BJJ
- Combat Judo
- Combat Submission Wrestling
- Corsair BJJ
- Chinese Hawaiian Kenpo
- Choi Kwang Do
- Chun Kuk Do
- Close quarters combat
- Combate Global
- Combat Zone Wrestling
- CUMA Combatives
- CUMA Survival School
- Danzan Ryu JuJitsu
- Defendu
- Detroit Threat Management Center
- Detroit Urban Survival Training
- Elimination Chamber
- Facebuster
- Final Fight Championship
- Fish hooking
- Florida Championship Wrestling
- FCW Divas Championship
- Four Range Fighting System
- Full contact
- Gamebred Bareknuckle MMA
- Guillotine choke
- Glory Kickboxing
- Golden Gloves
- Grapplers Quest
- Grappling
- Ground and Pound
- Ground Control MMA
- Ground fighting
- Haak Lung Chuan-Fa
- Hardcore Wrestling
- Hell in a Cell
- Hoshin Roshi Ryu
- International Brazilian Jiu-Jitsu Federation (IBJJF)
- Invicta Fighting Championships
- Iron Wire Martial Arts
- ISR Matrix
- Jailhouse rock (52 Hand Blocks)
- Jeet Kune Do
- Jukaikido
- Jukido Jujitsu
- Jukido Jujutsu Dojo
- Jutaijutsu
- Kajukenbo
- Kapu Kuialua
- Karate Combat
- Krav magá en los Estados Unidos
- Kenpo Tai Long
- Kick to the groin
- King of the Cage
- Kings MMA
- Knee to the groin
- Kung-fu San Soo
- Ladder Match
- Las Vegas Modern Kung Fu School
- Light contact
- Lucha Underground
- Major League Wrestling
- Marine Corps LINE Combat System
- Marine Corps Martial Arts Program (MCMAP)
- Matador Knife System
- Miletich Fighting Systems
- Miyama Ryu
- Model Mugging
- Modern Army Combatives Program (MACP)
- Modern Self Defense Academy
- Modern Self-Defense Center
- National Wrestling Alliance
- Native American Kenpo
- Neckbreaker
- Neko Ryu Goshin Jitsu
- Next Generation MMA Frisco
- Peek-a-boo (estilo de boxeo)
- Pinfall
- Power Slap
- ProElite
- Progressive Fighting System
- Queen of FCW
- Raw Women's Championship
- Rear naked choke
- Red Warrior Tushka-homa
- Revolution MMA Arkansas
- Ring of Honor
- Rough and Rowdy
- Rough and Tumble
- Royal Rumble
- Sabumnim Martial Arts Academy
- SAMI Combat Systems
- Sistema SCARS (Special Combat Aggressive Reactionary System)
- Sistema SAFTA (Scientific Agressive Fighting Tactics of America)
- Savate and Muay Thai Crosstraining (STX)
- Seattle Wushu Center
- Shen Lung Kung Fu
- Shimmer Women Athletes
- Shingitai Jujitsu
- Shootfighting
- Stay Safe Martial Arts
- Streetbeefs
- Streetbeefs Dirty South
- Streetbeefs West Coast
- Streetbeefs Scrapyard
- Street fighting
- Submission wrestling
- Summerslam
- Survivor Series
- Tae Bo
- Tag team
- Taiho-Jutsu Estadounidense
- Target Focus Training
- TNA Wrestling
- Tomahawk fighting
- Tora Dojo
- To-Shin Do
- Total Nonstop Action Wrestling
- Tricom Training
- TRITAC Martial Arts
- Tsai’s Family Chuan Fa Kung Fu System
- Ultimate Fighting Championship (UFC)
- Underground Fighting League (UFL)
- United States Armwrestling Federation (USAF)
- USA Wrestling
- Vee AJ Ju-Jitsu
- White Tiger Kenpo Karate
- Women's Extreme Wrestling
- World War II combatives
- Wun Hop Kuen Do
- WWE
- WWE Backlash
- WWE Extreme Rules
- WWE Intercontinental Championship
- WWE Money in the Bank
- WWE NXT
- WWE Raw
- WWE Smackdown
- WWE Wrestlemania
- WWE Women's Battle Royal
- Xtreme Fighting Championships
- Xtreme Fighting Nation
- Xtreme Martial Arts (XMA)
- Yokkao boxing

### Groenlandia(Dinamarca)
- Greenlandic martial arts
- Taekwondo Kalaallit Nunaat

### México
- Arena Mamá Lucha-S
- Arte Marcial Mexicano
- Blackbeard Tactical Gear
- Bonebreakers
- Box Callejero
- Box Ranchero
- Budo Sento Championship
- Consejo Mundial de Lucha Libre
- Chupa porrazo
- Comisión de Box y Lucha Libre de México, D.F.
- Combate práctico
- Contact Knack
- Dao Hyuga Ryu
- El Culto de la Pelea
- FAMM México
- Federación Universal de Lucha Libre
- Full Contact System
- Galván Combat Systems
- Guerra de Leyendas
- International Wrestling League
- Jet-kittsu
- Kalah System México
- Lucha Libre AAA Worldwide
- Lucha libre mexicana
- Lucha tarahumara
- Machetes de Jalisco
- Machetes de Nayarit
- Makipi Limalama
- Neko Ryu Hombu Dojo
- Organización Internacional Shudokan Karate Do
- Pok-At-Tok
- Pro-Wrestling Resurrection
- Shikara Ashi Te Ryu Xotlmaitl
- Shinbukan México
- Sucem
- Taelama Arte de Defensa Personal
- The Crash (lucha libre)
- UWC México MMA
- Xilam
- Xtreme Latin American Wrestling
- Yaomachtia
- Yaotiliztli

## Artes marciales de Centroamérica y el Caribe
En Centroamérica y el Caribe pocas artes marciales de origen autóctono han sobrevivido. Un ejemplo de ellas, el Tire machèt y la Kalenda de Haití, el machete cubano, la lucha del tolete.
En Cuba, la práctica de las artes marciales comienza antes de 1959, en el barrio chino de La Habana, en la sociedad china de cultura física Hai Yut Wui, el cubano Agustín Rizo había comenzado la práctica de kung fu, más tarde se incorporó el maestro Raúl Rizo y sucesivamente José Rodríguez, Pablo Silvente, Fulgencio Vega(Vargas), Misael Varona, Orlando Reyes (El Indio), Peñalver. Todos ellos entrenaban con el maestro Rufino Alay quien había aprendido con el maestro Chino Wong Kei. Después surgen otras disciplinas, en el caso del arte marcial Okito surge en 1976, creado una gran expectativa dentro de las Fuerzas Armadas de Cuba, donde se formaron numerosos oficiales convertidos en maestros, tal es el ejemplo de dos maestros devenidos del Okito, que en la actualidad crearon disciplinas de artes marciales cubanas a partir del trabajo objetivo de su formación como maestros, ambos estudiaron ciencias deportivas, han presentado trabajos novedosos sobre las estructura y desarrollo de ambas disciplinas creados por ellos, nos referimos al maestro creador fundador del arte marcial Puños Continuos, Msc, Dalberto Daim Muñoz Ramaz y el Msc, Leonel Pompa Caballero, creador, fundador del Arte Marcial Mixto Cubano, y creador fundador de la Organización   Cubana World MMA Artes Marciales Mixtas. ambos son de Bayamo, Granma, Cuba, lo sorprendente es que cada uno se sucede como alumno del otro comenzando como inicio de partida en el Okito. 

### Barbados
- Bajan sticklicking

### Costa Rica
- Ishinkan Budo
- Retsuken Ryu
- Bujinkan Costa Rica Dojo Ninjutsu

### Cuba
- Academia cubana de Kajukenbo
- Academia cubana de Krav magá
- Artes marciales mixtas en Cuba
- Boxeo cubano
- Escuela cubana de Boxeo
- Escuela cubana de Wushu
- Goshindo en Cuba
- Jūjutsu en Cuba
- Judokickbox MMA Cubano
- Kansen Ryu Sistema Cubano de Defensa Personal
- Karate en Cuba
- Karate Gōjū Ryū en Cuba
- Karate operativo cubano
- Karate Shōrin Ryū en Cuba
- Karate Shotokan en Cuba
- Kick-Jitsu
- Kioksul
- Mani Danza de combate
- Sai-Do Sistema Integral de Autodefensa
- Shinkaido Ryu
- Okito
- Organización Cubana World Mixed Martial Arts (OCWMMA)
- Puños continuos

### Guatemala
- Bujinkan Budo Taijutsu en Guatemala

### 

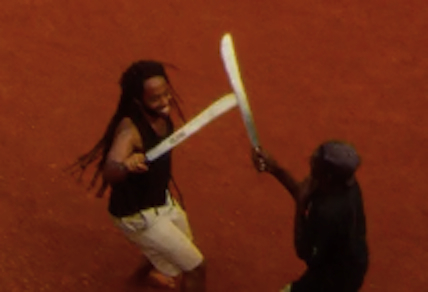
Tire machèt, Haití.

### Haití
- Kalenda
- Tire machèt

### Honduras
- Danza de los machetes
- Karate-Do Kyokushinkai en Honduras
- Karare-Do Shitō-ryū en Honduras

### Martinica(Francia)
- Danmyé
- Ladja

### Puerto Rico(Estados Unidos)
- Cocobalé
- Ju-Jitsu Jedan-Ryu
- Kajukenbo Puerto Rico
- Kaminari Budo Ryu Jujutsu
- Kyodai Ryu
- Mendez Jiuwaithai
- Nieves-Ryu Ninjutsu
- Taifu Shoi
- Tanzenbukan Goju-Ryu Karate-Do

### República Dominicana
- Arte Marcial Militar y Civil
- Combate Cuerpo a Cuerpo Militar
- Karate Dominicano
- Taekwondo Dominicano

## Artes marciales de Sudamérica
La gran mayoría de las artes marciales y los sistemas de combate más exitosos de América del Sur están basados en sus símiles del Extremo Oriente y de Europa, creándose muchas veces las variantes nacionales de disciplinas ya existentes. De todos los países sudamericanos Brasil es el que más ha evolucionado debido a sus competencias bajo las reglas del Valetudo, las cuales influyeron sobre las artes marciales propias y de todo el mundo al incluir la lucha cuerpo a cuerpo y a ras de piso como distancias válidas de combate.

### Argentina
- Box Callejero
- Boxeo Marcial Internacional
- Campeones del Pueblo
- Chaiu Do Kwan
- Combate Cuerpo a Cuerpo
- Defensa Personal Operativa
- Taikachisu Wushu Kung Fu
- Escuela Cheng Ming de Argentina
- Escuela de Taekwondo Cheong-Ryong-Do
- Esgrima criolla
- Hermanos Kida
- I'chin-Kempo
- Kaji-Do
- Karate Kapu
- Kyodai Dojo
- Combat Krav
- Tai Chi Chuan Estilo Ming
- Krav Magá Argentina
- Latams Do Nokasy
- Ninjutsu Bujinkan Argentina
- Ñiting-Do
- Pa-Kua Argentina
- Pitbull Fight Club
- Sep-Fu-Do
- Sibpalki
- Sipalki Sam Mi Dok
- Tao Chuan Wushu
- Tenryu Dojo
- Uvchin-Do
- Yaguarete Fighting Championship
- Yoshin Bushi Ryu

### Bolivia
- Arte Marcial Boliviano
- Combat Fighting System
- Escuela de Artes Marciales del Ejército de Bolivia
- Esgrima criolla
- Kenpo boliviano
- Lucha libre boliviana
- Lucha libre de cholitas
- Tao Do Kempo
- Te-Sat Tao
- Tinku

### Brasil
- Alliance Jiu Jitsu
- Capoeira
- Esgrima criolla
- Huka-huka
- Jiu-jitsu brasileño
- Jungle Fight
- Kombato
- Krav Magá Caveira
- Luta Livre
- Luta Marajoara
- Maculelé
- Valetudo

### Chile
- Defensa Personal Penitenciaria
- Combate Especial
- Esgrima de corvo
- Haptooki Mu Sool
- Jinsildo
- Juchic
- Krav Maga Chile
- Sinerg Jiujitsu Ryu
- Universal Tang Soo Do
- Esgrima criolla (gauchos de la Patagonia chilena)

### Colombia
- Bhakatav
- Danza del machete
- Esgrima con machete colombiano
- Free Contac Dho
- Grima
- Hatakedo
- Karate-Do Godōkai en Colombia
- Machete y bordón
- Macheteros del Quindío
- Yuzurido
- PataDeCabra

### Ecuador
- Jutekwon
- Kakugyo-ryu
- Ko Jutsu Ryu Kenpo
- Sahal Kyodai Goshinjutsu (SKG)
- Sojukay
- Susinkwan Chaui Moo Do
- Viteri Boxing

### Paraguay
- Esgrima criolla
- Jiu Wild Do
- Mixed Karate
- Sipalki-Do Hwa Rang
- Xondaro guaraní

### Perú
- Bakom
- Cerbatana
- Karate Seiguio-Ryu
- Lucheo
- Muay Thai Perú
- Pulseo
- Rumi Maki
- Takanakuy

### Uruguay
- Cam-Do
- Esgrima criolla
- Kali-Jun Fan
- Taludo

### Venezuela
- Asociación Venezolana de Jiu-Jitsu Brasileño
- Federación Venezolana de Kenpo
- Garrote tocuyano
- Garrote venezolano
- Sistema Libre de Karate de Venezuela
- Sistema Marcial Combinado